# Pequeño teorema de Wedderburn
En matemáticas, el pequeño teorema de Wedderburn establece que todo anillo de división finito  es un cuerpo, y por lo tanto, todo dominio finito es un cuerpo. En otras palabras, para los anillos finitos, no existe distinción entre dominios, anillos de división y cuerpos.
El teorema de Artin-Zorn generaliza el teorema a los anillos alternativos: todo anillo de división alternativo finito es un cuerpo.

## Historia
La demostración original fue presentada por Joseph Wedderburn en 1905, y demostró posteriormente el teorema de dos maneras diferentes. Otra demostración fue presentada por Leonard Eugene Dickson poco después de la demostración original de Wedderburn, y Dickson reconoció su prioridad. Sin embargo, como se indica en (Parshall, 1983), la primera demostración de Wedderburn era incorrecta (tenía una laguna) y sus demostraciones posteriores aparecieron solo después de haber leído la demostración correcta de Dickson. Sobre esta base, Parshall argumenta que a Dickson se le debe atribuir la primera demostración correcta.
Una versión simplificada de la demostración fue presentada posteriormente por Ernst Witt. La demostración de Witt se esquematiza a continuación. Alternativamente, el teorema es una consecuencia del teorema de Skolem–Noether mediante el siguiente argumento. Sea {\displaystyle D} un álgebra de división finita con centro {\displaystyle k}. Sea {\displaystyle [D:k]=n^{2}} y {\displaystyle q} la cardinalidad de {\displaystyle k}. Todo subcuerpo maximal de {\displaystyle D} tiene {\displaystyle q^{n}} elementos. Por lo tanto, son isomorfos y, en consecuencia, conjugados por Skolem-Noether. Pero un grupo finito (el grupo multiplicativo de {\displaystyle D} en este caso) no puede ser una unión de conjugados de un subgrupo propio; y por lo tanto, {\displaystyle n=1}.
Una demostración posterior de basada en la teoría de grupos fue presentada por Theodore Kaczynski en 1964. Esta demostración, el primer escrito matemático publicado de Kaczynski, fue una breve nota de dos páginas que también reconocía las demostraciones históricas anteriores.

## Relación con el grupo de Brauer de un cuerpo finito
El teorema equivale esencialmente a afirmar que el grupo de Brauer de un cuerpo finito es trivial. De hecho, esta caracterización produce inmediatamente una demostración del teorema: sea K un cuerpo finito. Dado que el cociente de Herbrand se anula por finitud, {\displaystyle \operatorname {Br} (K)=H^{2}(K^{\text{al}}/K)} coincide con {\displaystyle H^{1}(K^{\text{al}}/K)}, que a su vez se anula por el teorema 90 de Hilbert.
La trivialidad del grupo de Brauer también puede obtenerse mediante cálculo directo, como se indica a continuación. Sea {\displaystyle |K|=q,} y {\displaystyle L/K} una extensión finita de grado {\displaystyle n,} de modo que {\displaystyle |L|=q^{n}.}. Entonces, {\displaystyle \mathrm {Gal} (L/K)} es un grupo cíclico de orden {\displaystyle n,} y el método estándar para calcular la cohomología de grupos cíclicos finitos muestra que:
{\displaystyle H^{2}(L/K)=K^{\times }/N_{L/K}(L^{\times }),}
donde la función norma {\displaystyle N_{L/K}:L^{\times }\to K^{\times }} viene dada por:
{\displaystyle N_{L/K}(\alpha )=\prod _{\sigma \in \mathrm {Gal} (L/K)}\sigma (\alpha )=\alpha \cdot \alpha ^{q}\cdot \alpha ^{q^{2}}\cdots \alpha ^{q^{n-1}}=\alpha ^{\frac {q^{n}-1}{q-1}}.}
Tomando {\displaystyle \alpha } como generador del grupo cíclico {\displaystyle L^{\times },} se tiene en cuenta que {\displaystyle N_{L/K}(\alpha )} tiene orden {\displaystyle q-1,} y, por lo tanto, debe ser un generador de {\displaystyle K^{\times }}. Esto implica que {\displaystyle N_{L/K}} es sobreyectiva y, por lo tanto, {\displaystyle H^{2}(L/K)} es trivial.

## Demostración
Sea A un dominio finito. Para cada x distinto de cero en A, las dos funciones
{\displaystyle a\mapsto ax,a\mapsto xa:A\to A}
son inyectivas por cancelación y, por lo tanto, sobreyectivas por conteo. De la teoría elemental de grupos se deduce que los elementos distintos de cero de {\displaystyle A} forman un grupo al multiplicarse. Por lo tanto, {\displaystyle A} es un anillo de división.
Dado que el centro {\displaystyle Z(A)} de {\displaystyle A} es un cuerpo, {\displaystyle A} es un espacio vectorial sobre {\displaystyle Z(A)} con dimensión finita {\displaystyle n}. El objetivo buscado es, entonces, demostrar que {\displaystyle n=1}. Si {\displaystyle q} es del orden de {\displaystyle Z(A)}, entonces {\displaystyle A} tiene orden {\displaystyle {q}^{n}}. Nótese que, dado que {\displaystyle Z(A)} contiene los elementos distintos {\displaystyle 0} y {\displaystyle 1}, {\displaystyle q>1}. Para cada {\displaystyle x} en {\displaystyle A} que no esté en el centro, el centralizador {\displaystyle {Z}_{x}} de {\displaystyle x} es un espacio vectorial sobre {\displaystyle Z(A)}, y por lo tanto, tiene orden {\displaystyle {q}^{d}}, de donde se deduce que {\displaystyle d} es menor que {\displaystyle n}. Considerando {\displaystyle {Z(A)}^{*}}, {\displaystyle A^{*}} y {\displaystyle {Z}_{x}^{*}} como grupos de la multiplicación, se puede escribir la ecuación de clase:
{\displaystyle q^{n}-1=q-1+\sum {q^{n}-1 \over q^{d}-1}}
donde la suma se toma sobre las clases de conjugación no contenidas en {\displaystyle {Z(A)}^{*}}, y los {\displaystyle d} se definen de modo que, para cada clase de conjugación, el orden de {\displaystyle {Z}_{x}^{*}} para cualquier {\displaystyle x} en la clase es {\displaystyle {q}^{d}-1}. En particular, el hecho de que {\displaystyle {Z}_{x}^{*}} sea un subgrupo de {\displaystyle A^{*}} implica que {\displaystyle q^{d}-1} divide a {\displaystyle q^{n}-1}, por lo que {\displaystyle d} divide a {\displaystyle n} mediante álgebra elemental.
Tanto {\displaystyle {q}^{n}-1} como {\displaystyle q^{d}-1} admiten factorización en términos de polinomios ciclotómicos {\displaystyle \Phi _{f}(q)}. Los polinomios ciclotómicos sobre {\displaystyle \mathbb {Q} } están en {\displaystyle \mathbb {Z} [X]} y satisfacen las identidades
{\displaystyle x^{n}-1=\prod _{m\mid n}\Phi _{m}(x)} y {\displaystyle x^{d}-1=\prod _{m\mid d}\Phi _{m}(x)}. Dado que cada {\displaystyle d} es un divisor propio de {\displaystyle n},
{\displaystyle \Phi _{n}(x)} divide tanto a {\displaystyle {x}^{n}-1} como a cada {\displaystyle {x^{n}-1 \over x^{d}-1}} en {\displaystyle \mathbb {Z} [X]}.
Por lo tanto, según la ecuación de clase anterior, {\displaystyle \Phi _{n}(q)} debe dividir a {\displaystyle q-1} y, por lo tanto, al tomar normas,
{\displaystyle |\Phi _{n}(q)|\leq q-1}.
Para ver que esto obliga a {\displaystyle n} a ser {\displaystyle 1}, se demuestra que
{\displaystyle |\Phi _{n}(q)|>q-1}
para {\displaystyle n>1} mediante factorización sobre los números complejos. En la identidad polinómica
{\displaystyle \Phi _{n}(x)=\prod (x-\zeta ),}
donde {\displaystyle \zeta } se ejecuta sobre las raíces primitivas {\displaystyle n}-ésimas de la unidad, se establece {\displaystyle x} como {\displaystyle q} y luego se toman valores absolutos
{\displaystyle |\Phi _{n}(q)|=\prod |q-\zeta |.}
Para {\displaystyle n>1}, se ve que para cada raíz primitiva {\displaystyle n}-ésima de la unidad, {\displaystyle \zeta },
{\displaystyle |q-\zeta |>|q-1|}
debido a la ubicación de {\displaystyle q}, {\displaystyle 1} y {\displaystyle \zeta } en el plano complejo. Por lo tanto,
{\displaystyle |\Phi _{n}(q)|>q-1.}